# Úcua
Úcua é uma comuna angolana. Pertence ao município do Dande, na província do Bengo.